# Чаковиц, Чак
Чарльз Х. «Чак» Чаковиц (англ. Charles H. "Chuck" Chuckovitz; 10 июля 1912, Акрон, Огайо, США — 12 августа 1991, Силвейния, Огайо, США) — американский профессиональный баскетболист.

## Ранние годы
Чак Чаковиц родился 10 июля 1912 года в городе Акрон (штат Огайо), учился в Акронской школе Сент-Винсентс. В 1939 году окончил Университет Толидо, где в течение четырёх лет играл за команду «Толидо Рокетс», в которой провёл успешную карьеру, имея положительный баланс побед и поражений (61—24), однако «Рокетс» ни разу не выигрывали ни регулярный чемпионат, ни турнир конференции Independent, а также ни разу не выходили в плей-офф студенческого чемпионата США.

## Профессиональная карьера
Играл на позиции атакующего защитника и лёгкого форвард. В 1939 году Чак Чаковиц заключил соглашение с командой «Хэммонд Кайзер Олл-Американс», выступавшей в Национальной баскетбольной лиге (НБЛ). Позже выступал за команды «Толидо Уайт Хатс» (независимая команда) и «Толидо Джим Уайт Шевролетс» (НБЛ). Всего в НБЛ провёл 2 сезона. Чаковиц один раз включался в 1-ю сборную всех звёзд НБЛ (1942). В 1942 году стал самым результативным игроком регулярного чемпионата НБЛ, а также признавался самым ценным игроком регулярного сезона НБЛ. После упразднения лиги был включён в сборную всех времён НБЛ. Всего за карьеру в НБЛ Чак Чаковиц сыграл 36 игр, в которых набрал 496 очков (в среднем 13,8 за игру). Помимо этого, Чаковиц в составе «Уайт Хатс» один раз участвовал во Всемирном профессиональном баскетбольном турнире, но без особого успеха.

## Смерть
Чак Чаковиц умер 12 августа 1991 года на 80-м году жизни в городе Силвейния (штат Огайо).